# Lisa Jaspers

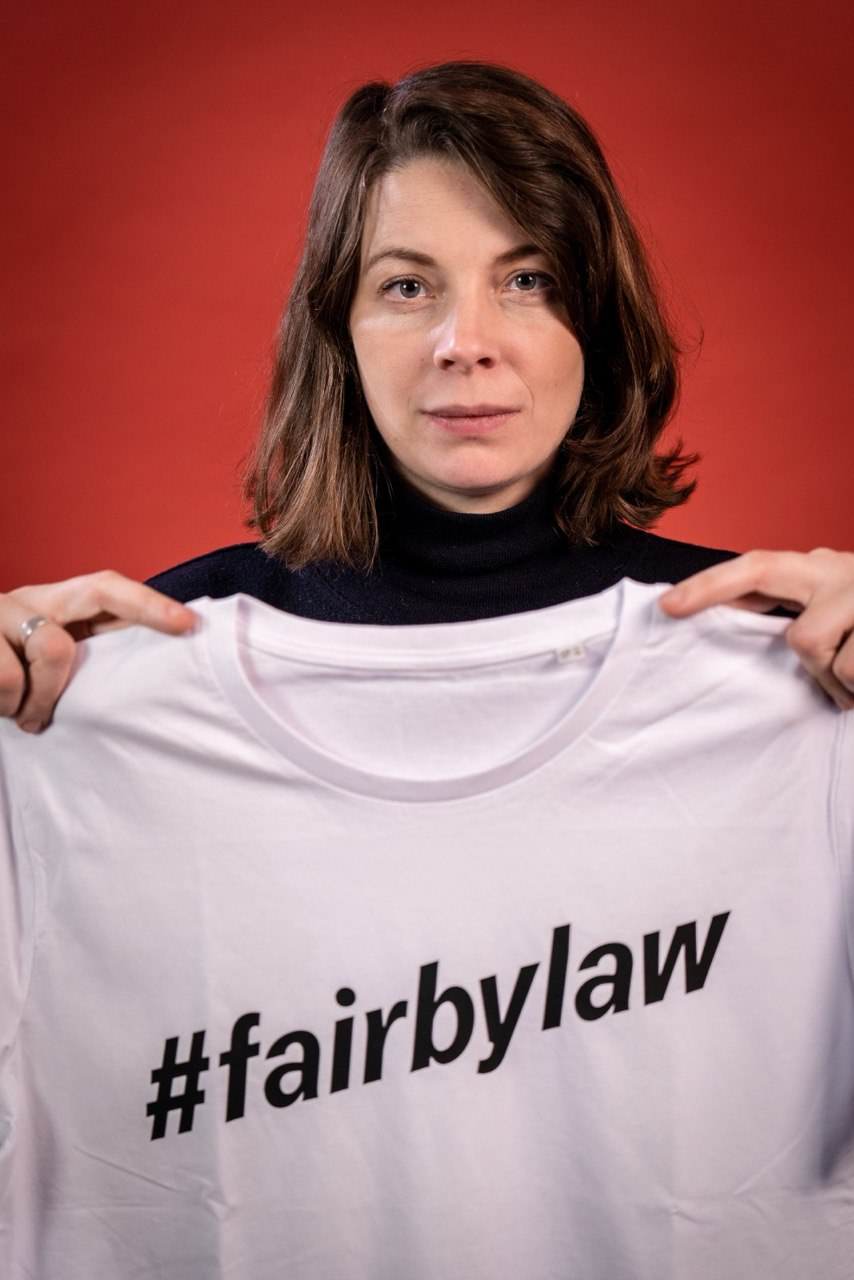
Lisa Jaspers (2024)

Lisa Jaspers (* 1983 in Düsseldorf) ist eine deutsche Unternehmerin, Aktivistin zu Themen der Corporate Social Responsibility, Autorin und Speakerin. Sie ist Gründerin von Folkdays (Eigenschreibweise: FOLKDAYS), einem Berliner Unternehmen, das fair gehandelte Mode- und Lifestyle-Produkte vertreibt. Zudem engagiert sie sich für faire Arbeitsbedingungen und nachhaltigen Konsum und vertritt ihre Ansichten in Schriften sowie als Referentin und Rednerin in der öffentlichen Debatte.

## Leben und Wirken
Lisa Jaspers wuchs nach eigenen Angaben in einer Kleinstadt im Ruhrgebiet in einer Familie auf, die Wert auf soziale Gerechtigkeit und Nachhaltigkeit legte. Nach dem Abitur studierte sie Politikwissenschaft an der Freien Universität Berlin und Entwicklungsökonomie (Development Studies) an der London School of Economics.
Sie arbeitete für Oxfam, wo sie Naomi Ryland kennenlernte, mit der sie später gemeinsam publizierte, und als Beraterin des deutschen Ablegers der Rambøll Group.
Lisa Jaspers war 2013 Gründerin des Fair-Fashion-Labels Folkdays und Co-Initiatorin des Unlearn Business Lab. Folkdays ist ein Label für Fair Fashion und Design – für Kleidung, Accessoires, Schmuckstücke und Interior-Produkte. Besondere Aufmerksamkeit bekamen das im Jahr 2022 gegründete Unlearn Business Lab für die Entwicklung und Umsetzung einer „privilegienbasierten Vergütung“. Zum fünften Jahrestag des Einsturzes der Rana-Plaza-Textilfabrik gründete Jaspers am 24. April 2018 die Initiative #fairbylaw, die den  Erlass des deutschen Lieferkettengesetzes unterstützte. Eine von ihr im April 2018 initiierte Online-Petition für eine weltweite Fürsorgepflicht von Unternehmen erreichte über 175.000 Unterschriften und wurde am 27. November 2019 an das Bundesministerium für Arbeit und Soziales überreicht.
Sie war Sprecherin des Bündnis Berlin zusammen gegen die SPD-CDU-Regierung in Berlin, das unter dem Motto „Rückschrittskoalition stoppen“ spontan mehrere Tausend Menschen auf die Straße brachte.
Lisa Jaspers lebt mit ihrem Mann und zwei Kindern in Berlin.

## Auszeichnungen
- 2016: Mitglied der Capital Jungen Elite der Zeitschrift Capital[8]
- 2019: „Spitze Nadel“ des INKOTA-netzwerks[9]
- 2020: Nominierung für den She for social impact Award[10]
- 2022: Mitglied der Jury für den German Equal Pay Award 2024 für Transparente und gerechte Vergütung[11]

## Schriften (Auswahl)
- mit Naomi Ryland: Starting a Revolution – Was wir von Unternehmerinnen über die Zukunft der Arbeitswelt lernen können, Econ Verlag, Berlin 2019, ISBN 978-3-430-21033-1.
- unlearn kapitalismus. In: Lisa Jaspers, Naomi Ryland (Hrsg.): Unlearn Patriarchy, Ullstein, Berlin 2022, ISBN 978-3-550-20219-3, S. 199–215.